# Macht (sociale wetenschappen)
Macht is volgens socioloog Max Weber het vermogen van personen of groepen om andere personen, groepen of zaken de wil op te leggen, eventueel tegen de wensen of belangen van die anderen in. Macht onderscheidt zich van gezag doordat macht, in tegenstelling tot gezag, niet gelegitimeerd is. 
Een machtsrelatie is asymmetrisch, maar kan wisselen, bijvoorbeeld bij economische macht waar op de markt andere aanbieders en vragers gevonden worden, zolang deze de perfecte markt benadert. Bij politieke macht kan er sprake zijn van een overwicht waaraan men zich niet kan onttrekken. Andere vormen zijn culturele macht en sociale macht. Ook binnen persoonlijke relaties kan sprake zijn van macht, zelfs binnen liefdesverhoudingen of anarchistische bewegingen.
Macht kan onder meer fysiek, economisch, ideologisch, mentaal of relationeel worden uitgeoefend. Om macht te beperken zijn er diverse mechanismen. Politiek kan dit door democratisering, economisch door regulering.

## Sociale psychologie
De sociale psychologie onderscheidt macht naargelang de manier waarop de machthebbende de macht verkrijgt. De eerste vorm is de positiemacht. Hier zorgt de functie van een persoon voor zijn gezag. Dit impliceert dat als een persoon zijn functie verliest, hij het gezag verliest. Referentiemacht is een tweede machtsvorm. Mensen stemmen hun gedrag af op iemand die ze bewonderen. Die persoon haalt zijn macht uit zijn charisma of uit identificatie. Deze macht is gebaseerd op emotie. De machthebber verkrijgt er de absolute macht mee. Ten derde is er de deskundigheid. Dit gaat over toegekende of verdiende macht. Deze vorm  van macht is gebaseerd op feiten. Een vierde vorm is informatiemacht. Als iemand aantoont dat een verzekering beter is dan een andere, dan zal daar rekening mee gehouden worden. Deze machtsvorm verschilt van de deskundigheid omdat ze volledig onafhankelijk is van de persoon die de informatie levert. Een laatste vorm is de middelenmacht. Dit is het geval wanneer mensen afhankelijk zijn van iemand om iets te ondernemen. Wanneer een persoon middelen nodig heeft om een doel te bereiken, dan heeft wie de middelen bezit macht over de andere.

## Michel Foucault
Ook Michel Foucault hield zich in uitvoerig bezig met macht. In boeken zoals Surveiller et punir: Naissance de la prison (1975) en Histoire de la sexualité I: La volonté de savoir (1976) zet hij zich af tegen de ideeën in machtsopvattingen en stelt hij een alternatief voor. Historisch vertrekken machtsanalyses bij uitgeslotenen (zoals waanzinnigen of gevangenen) of seksualiteit. Foucault noemt het de 'repressiehypothese': macht sluit uit, verbiedt en censureert. Deze visie kan volgens Foucault de macht nooit in zijn geheel begrijpen.

### De repressiehypothese
De klassieke analyses van hoe macht omgaat met (onder meer) de seksuele lusten is negatief: ze verbiedt, weigert of blokkeert. De macht zegt wat niet mag. Dit wordt opgevat als een wet: macht verbiedt toelaten en verbieden. Die macht heeft een drievoudige taak: ze stelt dat iets niet toegelaten is, zorgt dat er niet over gesproken wordt en ontkent. Dit doet zij op alle niveaus: van relaties tussen twee personen tot het hele sociale systeem. Hoogstens verschilt zij kwantitatief tussen niveaus en instellingen. "Het is een macht die enkel de kracht van het negatieve aan zijn kant heeft, de macht om nee te zeggen; niet in staat om zelf te produceren, enkel in staat om grenzen te postuleren, is ze in de eerste plaats een anti-energie. [...] Ze is niet in staat om iets te doen, behalve hetgeen dat ze domineert onbekwaam te maken om ook iets te doen, behalve datgene wat deze macht het toelaat te doen."
Foucault wil het tegenovergestelde verdedigen, de macht die positief optreedt. Echter, hij wil niet enkel stellen dat de negatieve analyse fout (of eenzijdig is), maar ook verklaren hoe het komt dat macht zo vaak in de vorm van de repressiehypothese of via het 'juridisch-discursieve machtsmodel' wordt beschreven. Hij geeft hier twee verklaringen voor: enerzijds is deze visie aanlokkelijk omdat de machthebbers zoals de staat en de monarchie, vaak macht zelf op deze wijze geformuleerd hebben. Macht werd door hen beschouwd als het opleggen van de wet aan hun onderdanen en hun bepaalde dingen verbieden en toelaten. Foucault noemt deze machtstheorie de 'soevereiniteitstheorie'. Er is echter, volgens Foucault een tweede reden waarom macht als repressie wordt opgevat. Dit komt omdat de moderne vormen van macht steunen op een stuk onzichtbaarheid. Net door zich zo hard te profileren als 'macht via de wet' blijven de andere, modernere vormen verborgen.

### De productieve macht
Belangrijk voor Foucault is dat hij geen machtstheorie voor ogen had die het wezen van de macht zou ontbloten. Zijn doel "is niet zozeer om tot een 'theorie' van de macht te komen, maar eerder een 'analytiek.' Het draait dus niet om de vraag: 'Wat is macht?', maar eerder om 'Hoe werkt macht?'. In het werk van Foucault veranderde zijn blik op macht. In Surveiller et punir focust hij op macht als 'discipline'. Vroeger strafte men door tekens aan te brengen op het lichaam van de veroordeelde (martelingen, brandmerken,...) omdat de misdadiger de soevereiniteit van de heerser schond. Bij de straf komt de machthebber volledig in zicht, bijvoorbeeld via publieke terechtstellingen. Vanaf de 17e eeuw ziet Foucault de disciplinemaatschappij: het straffen richt zich op de disciplinering van het lichaam. Het gaat om de ontdekking dat men het lichaam kan inzetten als iets productiefs. Straffen wordt gericht op het verbeteren en bijsturen van de veroordeelde. Via een instituten zoals de school, de gevangenis en de fabriek worden de lichamen gedisciplineerd om gehoorzaam mee te draaien in de maatschappij. Centraal is de ontdekking van het 'panopticum. De rollen tussen de macht en de veroordeelde worden omgedraaid: waar vroeger de machthebber degene was die zichtbaar is wanneer hij straft, wordt de macht nu onzichtbaar en permanent. De veroordeelde daarentegen, die vroeger net onzichtbaar was (door hem in een vergeetput te gooien), wordt nu volledig zichtbaar: er ontstaan allerlei menswetenschappen die zich gaan toeleggen op het beschrijven van zijn conditie.
In zijn Histoire de la sexualité voegt Foucault een nieuwe dimensie aan toe. Er ontstaat volgens hem in de 18e eeuw een tweede reeks strategieën om macht uit te oefenen, namelijk de biopolitiek. Biopolitiek is een machtsvorm die wordt uitgeoefend op de hele soort: de bevolking. Via wetenschappen zoals statistiek en demografie wordt het mogelijk kennis te verkrijgen van bevolkingen en er macht op uit te oefenen. Men brengt zo het leven van de mensen binnen de macht: de macht probeert het geboortecijfer en het aantal huwelijken te beïnvloeden. De combinatie van biopolitiek en discipline typeert Foucault als biomacht. Centraal staat de seksuele reproductie: ze bevat individueel en te disciplineren gedragingen en het voortleven van de bevolking.